# آرسیونوو
آرسیونوو (انگلیسی: Arsyonovo) یک شهرک در شهرستان زیانچورینسکی استان باشقیرستان کشور روسیه است.